# Robert Wurtz
Pour les articles homonymes, voir Wurtz.
Robert Charles Paul Wurtz [vyʁts], né le 16 décembre 1941 à Strasbourg, est un arbitre français de football.
Il est un des arbitres les plus célèbres de la deuxième moitié du XXe siècle, en ayant arbitré plus de 1 000 matchs en France et dans les compétitions internationales. Il est reconnu tout d'abord pour sa condition physique, peu commune chez les arbitres à l'époque, mais également pour son style d'arbitrage extravagant.
Après sa retraite sportive en 1990, il officie comme arbitre dans le jeu télévisé Intervilles de 1998 à 2007.

## Biographie

### Enfance et études
Robert Wurtz naît à Strasbourg dans le quartier de la Meinau d'un père clarinettiste et d'une mère chanteuse. Il grandit à proximité du stade de la Meinau. Il est supporter du club local dès l'âge de cinq ans, annonçant n'avoir raté que deux matchs à domicile de l'équipe jusqu'à ses 15 ans. Il sera un joueur du club en amateur,,.
Il est licencié en chimie et titulaire d'un doctorat de physique-chimie en biologie macromoléculaire. En plus de l'arbitrage, Wurtz exerce plusieurs métiers : chercheur en botanique au CNRS, chargé de relations publiques pour Eurest, chargé de mission pour la région Alsace, laborantin, etc.

### Carrière en football
Wurtz joue en amateur au Racing Club de Strasbourg Alsace. Avec le club, il remporte deux titres de champion d'Alsace juniors et atteint les quarts de finale en Coupe Gambardella. Après une dernière saison en amateur à Kehl, Wurtz arrête le football en tant que joueur et se consacre à l'arbitrage.
Il débute l'arbitrage en 1962 après quelques années en tant que laborantin et siffle son premier match de Division 1 le 22 mai 1969 (Sedan-OM)[réf. nécessaire]. En 1970, il se voit confier l'arbitrage des 32e de finale de la Coupe de France, entre l'Olympique de Marseille et le Nîmes Olympique, malgré les critiques de la presse sur le fait de confier ce match important à un jeune arbitre fédéral. Sa prestation lui fera gagner en notoriété : la même année, il est nommé par la FIFA arbitre international et obtient son écusson officiel en 1972,.
Il est l'un des premiers arbitres à avoir une condition physique lui permettant de suivre au plus près les actions. Il effectuait parfois de véritables sprints. Au-delà de sa présence sur l'action, ses gestes étaient parfois comparés à ceux d'un danseur étoile de ballet. À la suite d'une tournée au Brésil pour la préparation à la Coupe du monde de football de 1974, il est surnommé le « Nijinski du sifflet ». Par sa gestuelle presque caricaturale, il parvenait à faire rire joueurs et spectateurs, désamorçant du même coup les situations tendues, répétant souvent « je faisais du théâtre là où il est interdit d’en faire ».
Robert Wurtz arbitre deux finales de Coupe de France : 1973 et 1976. La prestation de Wurtz sur cette première finale est médiatisée en raison des buts inscrits de la main par Didier Couécou pour l'équipe de Nantes et Bernard Lacombe pour l'Olympique de Lyon. À la sortie du terrain, Couécou eut ce mot : « C'est Ray Charles qui arbitrait ce soir »,. Après ce match, Wurtz souffre de six mois de dépression.
Il arbitre également la finale de la Coupe d'Europe des Clubs Champions qui opposa le 25 mai 1977 le Liverpool FC au Borussia Mönchengladbach au Stade olympique de Rome (victoire 3-1 des anglais). Le dernier match de Kevin Keegan sous le maillot des Reds. Fort de ces expériences, il est élu cinq fois arbitre français de l'année (1971, 1974, 1975, 1977 et 1978),.
Wurtz est le seul arbitre français appelé à l'occasion de la Coupe du monde de football 1978, alors qu'il est victime d'une jaunisse que la Fédération française de football tait pour permettre à Wurtz d'officier en Argentine.
En 1989, l'un des matchs les plus fameux de sa carrière a lieu au Parc des Princes au cours d'un match PSG-Auxerre. L'entraîneur auxerrois, Guy Roux, vocifère depuis la touche, mais Robert Wurtz ne souhaite pas l'expulser afin de ne pas envenimer la partie. Wurtz part alors en glissant à genoux sur la pelouse humide du Parc pour se retrouver devant Guy Roux, pour le supplier de se calmer en joignant ses mains dans un geste de prière. L'ensemble du stade applaudit ce geste et la fin du match fut plus sereine,.
Il arbitre son dernier match officiel le 17 mars 1990. Il aura arbitré au cours de sa carrière entre 1 000 et 1 500 matchs selon ses calculs, dont 450 matchs en première division. Il est toutefois très sollicité durant les années 1990 pour arbitrer des matches de charité et autres jubilés.

### Télévision
Il arbitre l'émission estivale Intervilles de 1998 à 2007. Il débute en 1998 et 1999 (TF1), puis en 2004 et 2005 (France 2), 2006 et 2007 (France 3), et arbitre également Intervilles Junior sur Gulli,.
Le 2 juillet 2007, il est victime d'une hémorragie cérébrale (sans anévrisme et sans séquelles) qui le contraint à se retirer d'Intervilles, l'arbitrage étant désormais assuré par Olivier Alleman,. Il ne sera d'ailleurs pas présent dans l'édition 2008 et sera de nouveau remplacé par Olivier Alleman définitivement.

### Vie privée
Il habite depuis sa retraite à Climbach près de Wissembourg. Il confie être, depuis l'âge de cinq ans, un grand supporter du club proche de son lieu de naissance, le Racing club de Strasbourg. Il est également passionné de cyclisme.
Il est marié à sa femme Hélène depuis le 5 juillet 1980 et a eu une fille se nommant Caroline.

## Prises de position
Wurtz s'est exprimé à plusieurs reprises contre l'assistance vidéo à l'arbitrage. En 2021, il dit notamment que « certaines instances dirigeantes qui [veulent que] l’arbitre soit un robot qui ne se trompe jamais. Tout est au millimètre près, il y a la VAR en plus, mais où est l’Homme là-dedans ? Ce qui m’avait plu dans ma carrière d’arbitre, c’est parce que j’ai beaucoup appris sur le plan humain ». En 2022, dans le cadre de la Coupe du monde au Qatar il réitère : « Comme j’ai fait des études scientifiques assez poussées, je ne peux que m’incliner devant la justesse de la décision de la caméra qui me dit que le ballon a franchi - ou pas - la ligne de but. [...] Mais si je dois décider à la 5e minute de jeu d’un penalty et que la VAR me déjuge, alors ma façon de gérer le match, avec l’autorité qui était la mienne, est déjà foutue en l’air. Qu’en sera-t-il du respect des joueurs pour moi pendant les 85 minutes restantes ? » précisant que cette technologie fait perdre l'intensité dramatique des matchs de football.
La même année, il dit avoir toujours été contre l'arbitrage féminin dans le football masculin, bien qu'il souligne positivement les performances de Stéphanie Frappart.

## Distinction
- Chevalier de la Légion d'honneur, par décret du 31 décembre 2001, publié au Journal officiel de la République française du 1er janvier 2002[14]